# Comunitat de comunes Le Dourdannais en Hurepoix
La Comunitat de comunes Le Dourdannais en Hurepoix (oficialment: Communauté de communes Le Dourdannais en Hurepoix) és una Comunitat de comunes del departament de l'Essonne, a la regió de l'Illa de França.
Creada al 2005, està formada per 11 municipis i la seu es troba a Dourdan.

## Municipis
1. Breux-Jouy
2. Corbreuse
3. Dourdan
4. La Forêt-le-Roi
5. Les Granges-le-Roi
6. Richarville
7. Roinville
8. Saint-Chéron
9. Saint-Cyr-sous-Dourdan
10. Sermaise
11. Le Val-Saint-Germain